# Tropinota paulae
Tropinota paulae (Leo, 2010) è un coleottero appartenente alla famiglia degli Scarabeidi (sottofamiglia Cetoniinae).

## Descrizione

### Adulto
T. paulae si presenta come un insetto di piccole dimensioni che oscillano tra i 9 e i 15 mm. Presenta un corpo tozzo e robusto, dal colore nero con puntini bianchi. Su tutto il corpo, al pari delle altre specie congeneriche, presenta una folta peluria, più chiara rispetto alle altre 2 Tropinota presenti in Italia.

### Larva
Le larve si presentano come vermi bianchi a forma di "C" e presentano la testa e le zampe sclerificate.

## Biologia
Gli adulti compaiono a primavera e sono di abitudini diurne. Si reperiscono in località boscose, ad altitudini comprese tra i 370 e i 1000 m slm e gli adulti possono essere osservati sui fiori. Le larve, invece, si sviluppano nell'humus e nei detriti vegetali nel sottosuolo.

## Distribuzione
T. paulae è un endemismo della Sardegna, in un'area del Medio Campidano.